# 目尾駅

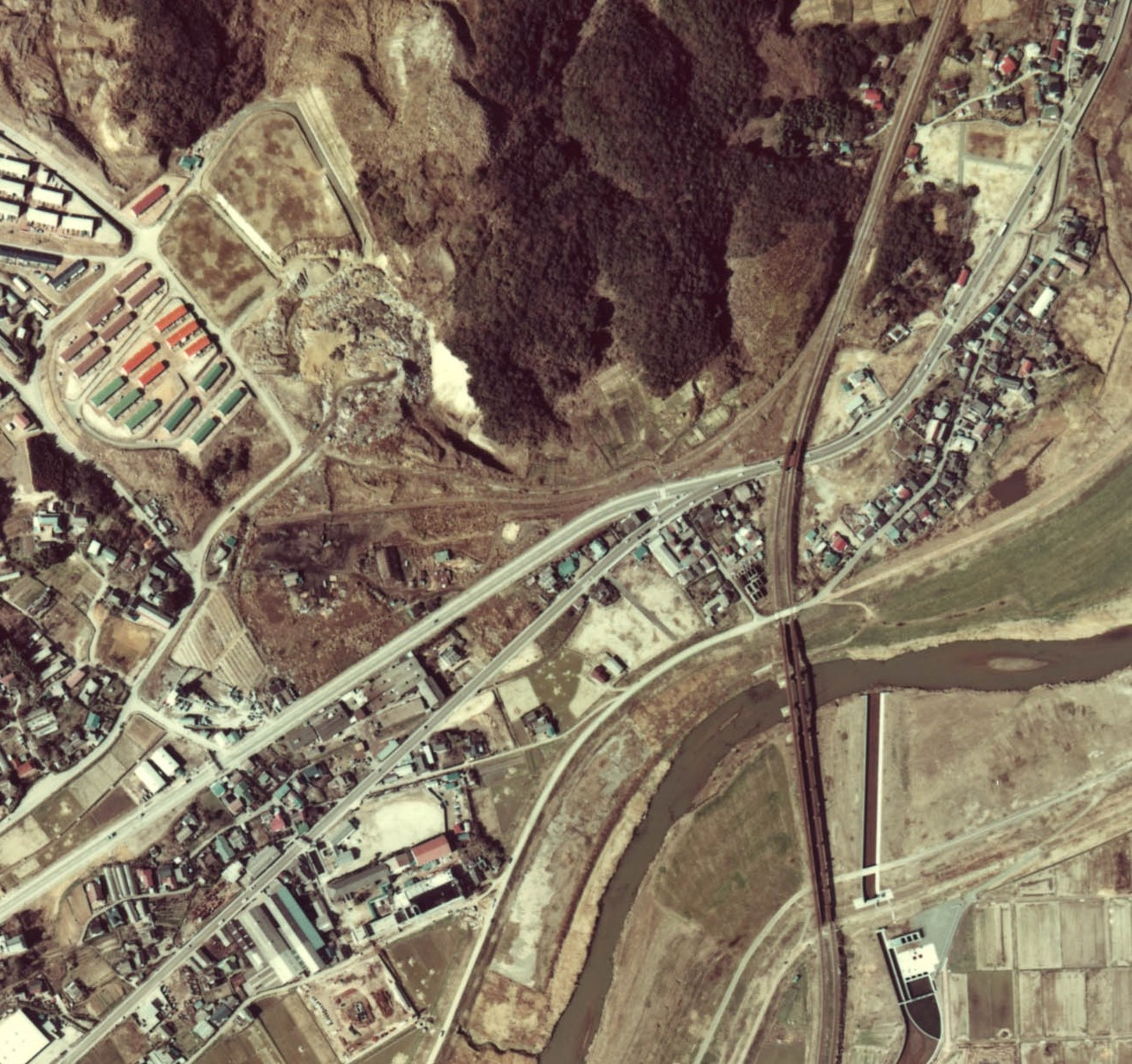
目尾駅跡付近半径約500 m範囲。上が小竹方面。駅直前まで複線の筑豊本線と並走し、分かれてすぐのところに駅があった。石炭積出用の側線を多く持っていた広い構内であり、本線部分は当時既に道路化されているものの、2013年現在でも開発されずに放置されている区域が残っている。なお筑豊本線の遠賀川橋梁は、東側に現橋が建設される前のものである。 1974年撮影。

目尾駅（しゃかのおえき）は、かつて福岡県飯塚市目尾にあった日本国有鉄道（国鉄）幸袋線の駅（廃駅）である。幸袋線の廃線に伴い、1969年（昭和44年）12月8日に廃駅となった。

## 歴史
- 1903年（明治36年）11月28日：九州鉄道が目尾分岐点 - 当駅間の貨物支線(0M15C=0.2M)を開業し、貨物駅として開業[1]。
- 1907年（明治40年）7月1日：鉄道国有法により九州鉄道が買収され、官設鉄道の駅となる[1]。
- 1920年（大正9年）4月11日：当駅を本線上に移設し目尾分岐点 - 旧駅間の貨物支線を駅構内に併合、旅客営業を開始（一般駅となる）[1]。
- 1969年（昭和44年）12月8日：赤字83線に選定された幸袋線の廃線に伴い廃止[2]。

## 駅構造
本線上に1面1線の旅客用ホームに加え、石炭積み出し用の貨物線を複数有する地上駅であった。貨物線は構内の小竹方で本線から分岐していた。

## 駅周辺
小竹駅から並走してきた筑豊本線から分かれたところにあり、幸袋線跡の市道が国道から分岐した位置の至近にある。
- セブンイレブン飯塚目尾店
- 飯塚市立目尾小学校
- 栄長寺
- 国道200号
- 筑豊本線遠賀川橋梁
- 西鉄バス筑豊「目尾」バス停

## 廃止後の現状
駅跡は一部保育園や道路に転用されたほかは藪化している。廃止後に当駅付近は道路とならず放置され、一部に分岐器などが遺っており、2009年（平成21年）には駅北側で飯塚市教育委員会による炭鉱施設の調査も行われた。

## 隣の駅
日本国有鉄道
幸袋線
小竹駅 - 目尾駅 - 幸袋駅